# 21559 Jingyuanluo
A 21559 Jingyuanluo (ideiglenes jelöléssel 1998 QE78) a Naprendszer kisbolygóövében található aszteroida. A LINEAR projekt keretében fedezték fel 1998. augusztus 24-én.